# Henry Zaphiratos
Henry Zaphiratos est un écrivain et réalisateur français, né le 3 mars 1928 à Hanoï (Viêt-nam).

## Biographie
Né de père grec de Céphalonie, et de mère française, d'une famille originaire de l'Île de Ré (Loix-en-Ré) et du Tonkin, il passe son enfance et sa jeunesse en Indochine pendant la guerre sino-japonaise, puis la Seconde guerre mondiale et l'Occupation japonaise. Il reste marqué par le côté chaleureux et somptueux de ces pays et notamment du Cambodge, où son père l'amena visiter à 12 ans les temples d'Angkor. Il suivit sa scolarité au lycée Albert-Sarraut de Hanoï, au collège d'Adran et au lycée Yersin de Dalat, au Centre Annam, puis au lycée Théophile Gautier de Tarbes et à Stanislas de Nice, où il passera son bac. Puis intégrera Science-Po, Paris (Maître de conférence André Holleaux).
En 1947, il publie Les Sept Coupes aux Éditions du Temps Présent, puis en 1951 écrit L'Anti-Œdipe ou Œdipe, roi d'Œdipe créé au Théâtre de l'Œuvre en 1953 en même temps que les pièces d'Arthur Adamov et Mouloudji. En 1960, tout en distribuant des films français en Extrême-Orient, il réalise son premier long métrage, Les Nymphettes ou Le premier goût de l'amour, film interdit aux moins de 18 ans par la censure bien pensante de l'époque, film qui annonce la révolution sexuelle, et qui sera diffusé dans le monde entier. Ce film verra son interdiction aux moins de 18 ans levée dans les années 1980, avec la libération des mœurs. En 1960, il réalise à Zagreb Le Fils de Tarass Boulba, d'après l'œuvre de Nicolas Gogol. Film le plus proche du texte du célèbre écrivain russe, avec des scènes tournées dans la neige par −25 °C, puis en 1967, il supervisera le film de Marc'O Les Idoles. En 1970, il réalisera Les Lionnes (« Le leonesse ») (titre italien : La Casa aperta agli ospiti) avec Nadja Tiller et Daniel Ceccaldi, à Cinecitta et Torvaianica, film sur les rapports mère/fille, en 1974 La Vie sexuelle des Français, en 1978 La Grande Frime, film sur l'adolescence insouciante de l'époque. Parallèlement il continue son œuvre littéraire avec l'écriture du vaudeville Evelyne est devenue folle ! ou Fais un enfant à ma femme! créé au Théâtre Déjazet à Paris.
La Salangane, roman sur une petite fille de 8 ans prise dans l'étau de la guerre, de la haine, reçu comme une œuvre émouvante et forte, Michel Déon les en félicite. Puis il publie des poèmes et une nouvelle dans Voyages et Confession d'un rêveur, Flâneries dans Saïgon, naissance d'une ville un essai historique et littéraire sur la Perle de l'Extrême-Orient ; Devant la mer, en 2003, recueil de chroniques tirées du Journal qu'il tient depuis 1947 ; La Conjuration des Anges, polar fantastique mêlant le passé sumérien au présent ultra technique. Livre de réflexion sur la transmission par les gênes du passé au présent et au futur. Faillite du christianisme ?, entretien entre deux jeunes gens sur l'historicité de Jésus, sur ce qu'il a dit, sorte de réflexion sur le texte de Matthieu-Lévi (Saint Matthieu), après ces deux mille ans de guerres, de massacres, la Shoa, etc.
Ont été publiées aussi ses pièces L'Anti-Œdipe, Fais un enfant à ma femme!, Où sont passés les hommes ? ou Les Canards sauvages.
Son œuvre tente à montrer la beauté et la diversité du monde. Il récuse l'intolérance et au point de vue « style », l'écriture dite « blanche », sans odeur, ni saveur. Chateaubriand, Saint-Simon, le Cardinal de Retz, Maupassant, Radiguet, Giraudoux, Valéry, Julien Gracq... sans compter les classiques grecs et latins, sont ses auteurs préférés. Il admire aussi Hemingway, Steinbeck, Fitzgerald, Kerouac... le théâtre français contemporain. Des œuvres transcendées par le génie de l'écriture, où l'on sent une « griffe », et par la perception que l'homme participe au divin, comme l'explicitent les œuvres qu'il a créées depuis des millénaires. « C'est une sensation cosmogonique ». « L'homme est bien, heureux, s'il sent en lui le souffle de l'éternité et de l'univers ».
Marié à Marie-Thérèse C.-Haberlay, il a cinq enfants : Fabrice, réalisateur de Bloodbeat, Cyrille, peintre (disparu en 1998), Myriam, peintre, Jean-Christophe metteur en scène et compositeur, lui même père de 3 enfants : Sélène (née en 1990) Consultante en développement, marketing et expansion pour les établissements d’hotellerie Et restauration de luxe à l’internatinal, Robin (né en 1994) directeur et Mannequin pour les marques de prêt à porter haut de Gamme, et Laureen (née en 1996) professionnelle de l’image de marque et influenceuse culinaire, et André, chercheur en sciences humaines.

## Filmographie
Réalisateur, producteur et scénariste
- 1961 : Les Nymphettes, avec Jacques Perrin, Colette Descombes, musique de Louiguy
- 1964 : Le Fils de Tarass Boulba, avec Jean-François Poron, Wladimir Médar, Sylvia Sorrente, musique de Louiguy, et airs folkloriques slaves.
- 1970 : Les Lionnes (La casa aperta agli ospiti), avec Nadja Tiller, Daniel Ceccaldi, Don Backy, Carla Romanelli
- 1974 : La Vie sexuelle des Français, film à sketchs avec Paul Bisciglia, Jean-Louis Vattier, Richard Allan et Lilian Allan
- 1977 : La Grande Frime ou À nous les minettes avec Fabrice Zaphiratos, Myriam Zaphiratos, Marie-Thérèse Haberlay, Flore Fitzgerald, Sophie Clamagirand, Bernard Lavalette, Roger Carel, Catherine Alcover.
- 1977 : Vicieuses et insatisfaites (sous le pseudonyme de Henri Thano) avec Karine Gambier, Lilian Allan, Richard Allan et Paul Bisciglia

Producteur et superviseur
- 1968 : Les Idoles, de Marc'O avec Bulle Ogier, Pierre Clémenti, Jean-Pierre Kalfon, Bernadette Lafont.

Producteur
- 1968 : Un Amour à trois[1] (Plagio) de Sergio Capogna
- 1980 : Une ingénue libertine (Las eróticas vacaciones de Stella) de Zacharías Urbiola
- 1983 : Sortilèges (Blood Beat) de Fabrice Zaphiratos

Courts-métrages
- Des enfants sages, Rodolfe, Georges Chelon : La Rose des vents, Daniel Emilfork, El Pampero,  rythmes chants d'Argentine, 1964

Documentaires
- Les Années les plus longues - La chute d'Hitler 1944/1945, documentaire, commentaire d'H. Zaphiratos dit par Claude Darget.

## Théâtre
- 1953 : L'Anti-Œdipe,Théâtre de l'Œuvre 1954, radiodiffusée (INA) en 1955 avec Alain Cuny, Germaine Montero, créée au théâtre de l'Œuvre à Paris.
- 1954 : Plantation
- 1963 : Lisbeth ou le Malentendu
- 2000 : Fais un enfant à ma femme, créée au Théâtre Déjazet-Paris
- 2001 : Mais où sont passés les hommes ? (Les canards sauvages)

Mise en scène des Sonderlings de Robert Merle (Prix Goncourt 1948), créée en 1950

## Œuvres littéraires
- 1947 : Les sept coupes (poésie)
- 1996 : Voyages et confessions d'un rêveur
- 1997 : La Salangane, avec M. T. Haberlay
- 1998 : Flâneries dans Saïgon (historique)
- 2001 : Le Bal du Printemps ou Avenue Mozart (roman)
- 2004 : Devant la mer (chroniques 1949/2003)
- 2007 : La Conjuration des Anges (roman)
- 2008 : Faillite du Christianisme ? (essai)
- 2009 : La Voyageuse de Zagreb (nouvelle)
- 2009 : Les Désirantes (roman)
- 2010 : La Bataille en mer de Chine Méridionale - Task Force 38 (relation historique)
- 2014 : Le Voyage de Dorian (roman)
- 2014 : Un jeune homme sans importance (roman)
- 2015 : La Voyageuse de Zagreb & Les Sidérantes
- 2016   Nos Amours, Poésies libertines  (Alexandre Pâris)
- 2017   La Trajectoire d'un "Prince" L'Enigme Macron